# Sankt Johann im Pongau (stad)
Sankt Johann im Pongau (Pongaus: Sainig Hons) is een gemeente in de Oostenrijkse deelstaat Salzburger Land, en maakt deel uit van het district Sankt Johann im Pongau.
Sankt Johann im Pongau telt 10.259 inwoners.
Iets ten zuiden van de stad ligt de Liechtensteinklamm, een kloof die gedeeltelijk toegankelijk is.

## Foto's

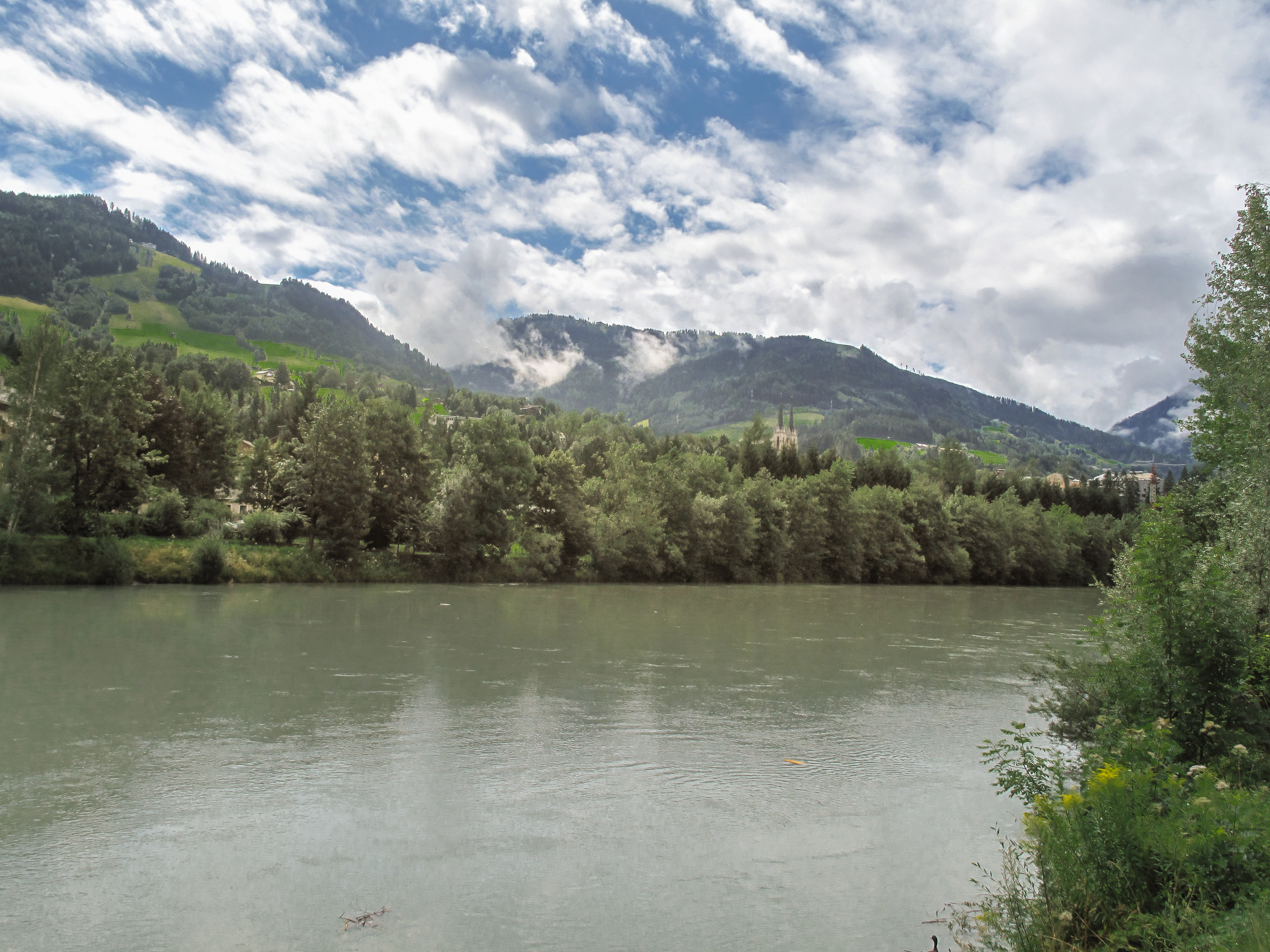
Sankt Johann im Pongau, stadszicht vanaf het station
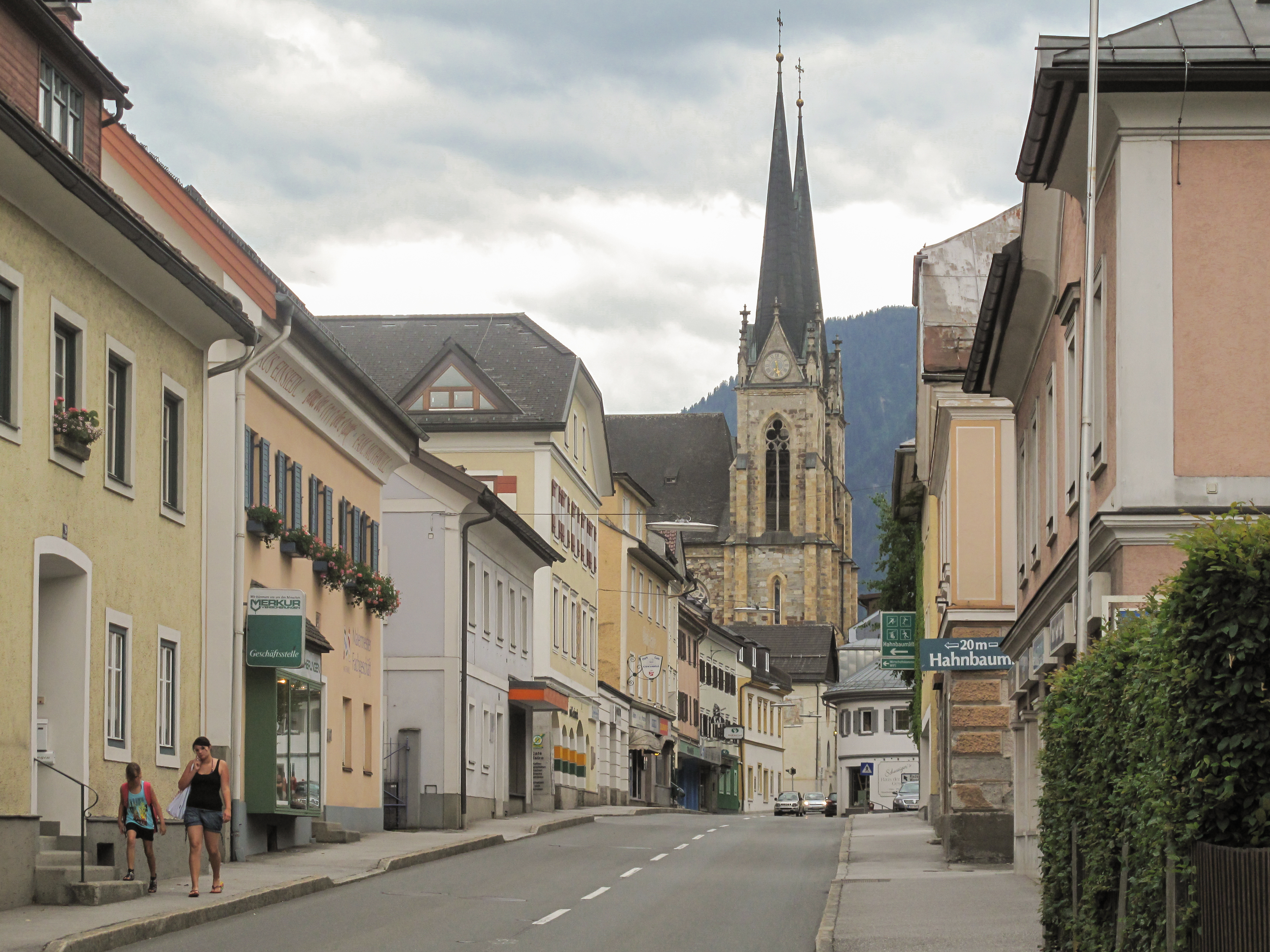
Sankt Johann im Pongau, kerk in straatzicht
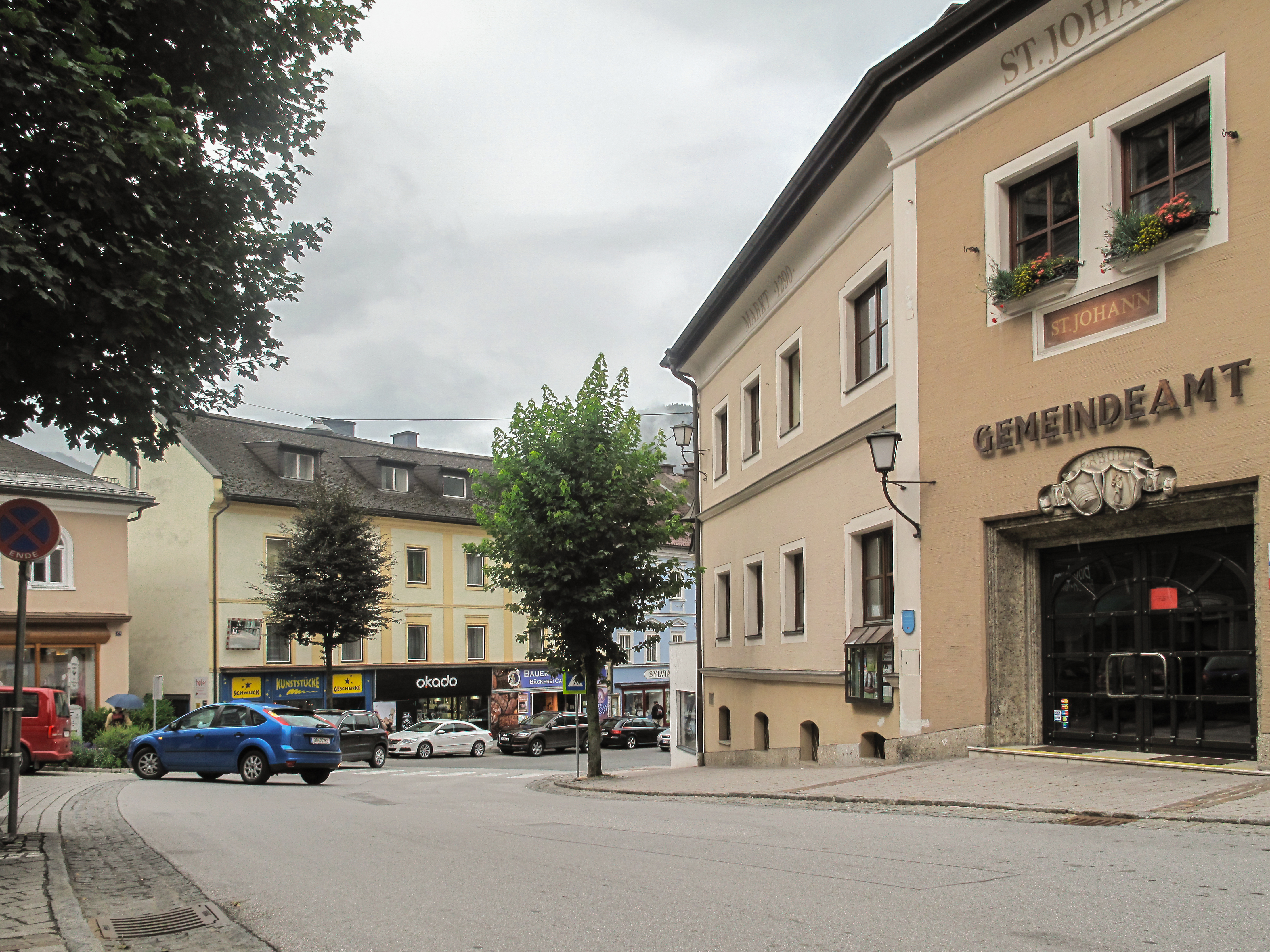
Sankt Johann im Pongau, straatzicht bij stadhuis
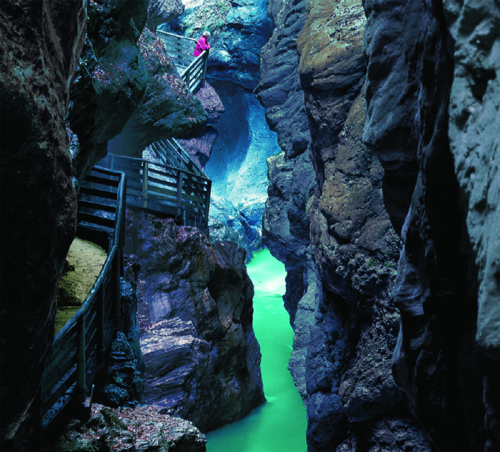
De Liechtensteinklamm

Altenmarkt im Pongau ·
Bad Gastein ·
Bad Hofgastein ·
Bischofshofen ·
Dorfgastein ·
Eben im Pongau ·
Filzmoos ·
Flachau ·
Forstau ·
Goldegg im Pongau ·
Großarl ·
Hüttau ·
Hüttschlag ·
Kleinarl ·
Mühlbach am Hochkönig ·
Pfarrwerfen ·
Radstadt ·
St. Johann im Pongau ·
St. Martin am Tennengebirge ·
St. Veit im Pongau ·
Schwarzach im Pongau ·
Untertauern ·
Wagrain ·
Werfen ·
Werfenweng
- Gemeinsame Normdatei: 4420164-3
- Library of Congress Control Number: n88201582
- MusicBrainz: b8042bdd-f503-4de6-bfbd-4d291fe2fcf2
- Nationale Bibliotheek van Tsjechië: ge262417
- Nationale Bibliotheek van Israël: 987007567314705171
- Virtual International Authority File: 139665368